# 爱德华·奥黑尔
爱德华·奥黑尔（Edward Henry "Butch" O'Hare，1914年3月13日—1943年11月26日），美国海军少校，曾加入海军航空兵参与第二次世界大战，曾经在4分钟内击落5架日本飞机。1943年他的飞机在吉尔伯特群岛被日军击落。1949年，奥黑尔国际机场为了纪念他正式改名。